# 麗わしき鬼
『麗わしき鬼』（うるわしきおに）は、東海テレビ・フジテレビ系列で2007年4月2日 - 6月29日に放送された昼ドラである。放送時間は、月曜 - 金曜の13:30 - 14:00（JST）。麗しき鬼と誤記されることが多いが、送り仮名に「わ」を入れたものが正しい。

## 概要・特徴
- 同性愛・セクシュアリティ・代理母出産など、性と生をテーマに、異母姉妹・洵子と悠子と二人を取り巻く人々の30年以上に渡り描かれる壮大な愛と激情の物語。脚本家・中島丈博の『牡丹と薔薇』、『偽りの花園』に続く、姉妹の愛憎劇三部作とする作品とされている。
- ナレーションは内浦純一が演じる壱岐みちるがオネエ言葉を使い、当時を振り返る形で語られる。ノンケ・レズタチなどのゲイ用語・レズビアン用語がしばしば劇中にて使われた。
- 「殺す」の字の傷を画面に付けて折らせた携帯電話「ドコモF506i」に生クリームを塗った“携帯ケーキ”なる愛憎料理が登場した。
- 視聴率は平均5.4%、最高視聴率7.0%と（関東地区）平均的であったが、ファンの評価は高く、放送後は地方局を中心に多くの放送局にて放送された。放送後は中島丈博の原作を元に携帯コミックス化されたが、現在、DVD化はされていないが、U-NEXTで配信を開始されている。
- 中島丈博は、15年前の1992年にも、ゲイのカップルと彼らに魅了された女性を描いた映画『おこげ』の製作・原作・脚本・監督を手がけた。

### 系列外放送・再放送
- 系列外
  - 青森テレビ 2009年1月。
  - MTV1 ２０２０年９月１１日～朝ドラ800枠内
- 再放送
  - 東海テレビ 2008年5月28日から、11月5日まで毎週水曜日深夜に3話ずつ。
  - 群馬テレビ 2008年？月　※厳密には再放送ではない。
  - テレビ西日本　2009年1月20日 - 同年4月下旬　火 - 土（早朝）4:00 - 4:30 ※HD放送
  - テレビ大分　2009年1月？ - 同年5月下旬　月 - 木10:55 - 11:25
  - 高知さんさんテレビ 2009年？月
  - テレビ北海道　2009年9月末 ※[1] 厳密には再放送ではない。

　ほか
- CS放送
  - ホームドラマチャンネル　2009年10月30日から。CS初放送　※HD放送

## ストーリー
1972年（昭和47年）、同じBAR「壱岐」で働く富弓と時子は学生時代からの親友であった。時子は夫・義正からのDVに悩み、大病院の御曹司・英矢と結婚が決まった富弓は義正に体を無理やり奪われてしまう。富弓の結婚式の前日、二人は義正をはずみで殺害してしまった。だが時子は、自分の単独犯行だと言い張り、逮捕・服役する。やがて富弓は結婚し出産。しかし生まれた娘・洵子は時子とともに殺害した義正にそっくりであった。6年後、あることから英矢が無精子症であることがわかり、娘・洵子と血縁関係がないことが発覚したことから富弓は英矢と離婚する。そして時は流れ11年後、眉川病院の跡継ぎ・英矢の実子として育てられた洵子は高校3年生になっていた。英矢は血が繋がらない洵子を、女性として意識してしまうことに悩んでいた。ある日、洵子のクラスに悠子が転校してくる…。洵子は幼い頃にお揃いのみみずくのお守りを買った女の子が悠子だと気付き、二人は急速に親しくなる。悠子は洵子に恋愛感情を抱いており、嫉妬心から洵子に憧れる英語教師・星川を誘惑し肉体関係を持つ。その際に撮影した写真を洵子に見せる。そんなある日、洵子は自分が強姦の末に産まれた事と悠子と異母姉妹という事実を知り、ショックを受ける。いなくなった洵子を探し当て、「一緒に帰ろう」と洵子を諭す悠子だが、「あんたの顔なんて、見たくない!」と拒絶され、ショックの余り車道に飛び出し車に跳ねられ、病院に搬送されるが、悠子は病室から抜け出し、そのまま失踪。それから12年後、洵子は産婦人科医になり眉川病院で働いていた。
英矢は、見合い相手の城所啓子と再婚。連れ子の太郎は義理の姉・洵子に密かな思いを抱いていた。ある日、眉川病院に一人の裕福な女性が訪れる。それは失踪した異母姉・悠子であった。

## キャスト

### 第1部 （第1話 - 第10話）
- 東野富弓（BAR「壱岐」ホステス、元ナース） - 川上麻衣子
- 南崎時子（BAR「壱岐」ホステス） - 大沢逸美
- 眉川英矢（「眉川病院」産婦人科医、みちるの異母兄） - 増沢望
- 壱岐みちる（みず絵と鞆泰の子、英矢の異母弟。ゲイの青年） - 内浦純一
- 東郷那代子（「眉川病院」ナース、英矢の前妻） - 山下容莉枝
- 壱岐みず絵（BAR「壱岐」ママ、鞆泰の愛人） - 清水めぐみ
- 鈴木徳子（「眉川病院」ナース） - 美斉津明子
- 美佳（BAR「壱岐」ホステス） - 澤山薫
- 豊美（トミさん。眉川家のお手伝い） - 森恵子
- 「眉川病院」ナース - 雨音めぐみ、今井喜美子、橘舞子
- 東野タケ（東野富弓の母） - 松田真知子
- 東野富弓の父（祈祷師） - きゅうたろう
- 南崎時子を取り調べる刑事 - 針原滋
- 南崎フキ（南崎義正の母親） - 千葉裕子
- 岡崎麗子（祈祷を受けた妊婦患者） - はやしだみき
- 南崎義正（警備員、時子のDV夫） - 菊池隆則
- 眉川房子（鞆泰の妻、英矢の母） - 東山明美
- 眉川鞆泰（「眉川病院」院長、英矢・みちるの父） - 津嘉山正種

### 第2部 （第11話 - 第15話）
- 眉川富弓（英矢の妻、安産祈願の祈祷をする） - 川上麻衣子
- 中村時子（南崎義正の元妻。服役中） - 大沢逸美
- 眉川英矢（「眉川病院」産婦人科医。みちるの異母兄） - 増沢望
- 壱岐みちる（みず絵と鞆泰の子、英矢の異母弟。　BAR壱岐手伝い） - 内浦純一
- 東郷那代子（「眉川病院」ナース。英矢の元妻） - 山下容莉枝
- 壱岐みず絵（BAR「壱岐」ママ） - 清水めぐみ
- 眉川洵子（富弓の娘） - 加々美瑠菜
- 南崎悠子（南崎義正と時子の娘） - 伊藤綺夏
- 萌子（BAR「壱岐」ホステス） - 鈴木明日香
- 南崎フキ（南崎義正の母親。悠子を引き取り育てる） - 千葉裕子
- 南崎義正の父親（「有限会社 南崎運送」を経営） - 岩田丸
- 豊美（眉川家のお手伝い） - 森恵子
- 「眉川病院」ナース - 雨音めぐみ、橘舞子
- 眉川房子（鞆泰の妻、英矢の母） - 東山明美
- 眉川鞆泰（「眉川病院」院長、英矢・みちるの父） - 津嘉山正種

### 第3部 （第16話 - 第33話前半）
- 眉川洵子（富弓が義正に強姦されできた子。英矢の実子として育つ）- 金子さやか
- 南崎悠子（時子と義正の子） - 遠野凪子
- 眉川英矢（「眉川総合病院」産婦人科医、みちるの異母兄） - 増沢望
- 壱岐みちる（ゲイバー「壱岐」店主、英矢の異母弟） - 内浦純一
- 眉川房子（鞆泰の妻。洵子の育ての母） - 東山明美
- 城所啓子（英矢の見合い相手。教授の娘で大学講師） - 鮎ゆうき
- 城所太郎（啓子の連れ子。中学1年） - 田中輝 （第28話）
- 溝口増雄（フリールポライター。居酒屋「鬼」の常連。富弓に義正殺害の真相を暴露すると脅迫。） - 吉満涼太
- 壱岐みず絵（みちるの母。腎臓病で入院中） - 清水めぐみ
- 南崎忠雄（悠子のいとこ） - 七枝実
- 星川比羅夫（「学校法人 華山学園 高等部」臨時英語教師。洵子に恋をする） - 磯崎竜一 （第25話 - 第27話）
- 葛城の奥様（英矢に見合い相手として城所啓子を紹介する） - 泉晶子
- 薫（「眉川総合病院」ナース） - 平田まり
- 「眉川総合病院」ナース - 今井喜美子、上杉二美、美奈
- 「学校法人 華山学園 高等部」 3-B担任教師 - 樋渡真司
- 「学校法人 華山学園 高等部」 家庭科教師 - 今泉あまね
- 高見奈々子（洵子と悠子の同級生） - 田島穂奈美
- 洵子と悠子の女子同級生 - 桜川博子、今吉祥子、佐久間麻由
- 洵子と悠子の男子同級生 - 遠藤公太朗、中野友嗣、三浦圭祐
- 洵子の家庭教師（東洋医科大学の学生） - 星野健司 （第31話、第32話）
- ケンちゃん（ゲイバー「壱岐」チーママ） - のり
- ゲイバー「壱岐」にいた流しのミュージシャン - SYO-1現・中村彰一（第17話、第21話）
- 眉川鞆泰（「眉川総合病院」 院長、英矢・みちるの父） - 津嘉山正種
- 中村時子（悠子の母。富弓と居酒屋「鬼」を経営） - 大沢逸美
- 東野富弓（洵子の母。英矢と離婚して居酒屋「鬼」を経営） - 川上麻衣子

### 第4部 A （第33話後半 - 第38話）
- 眉川洵子 - （「眉川総合病院」 産婦人科医）- 金子さやか
- 那波悠子 - （ネイリスト）- 遠野凪子
- 那波犀一（悠子の夫。証券会社勤務。資産家） - 松田賢二
- 水上雄一（「眉川総合病院」小児科医。元みちるの恋人。現在は洵子の恋人） - 唐橋充
- 眉川英矢（「眉川総合病院」院長、みちるの異母兄） - 増沢望
- 眉川啓子（英矢の妻、フェミニスト） - 鮎ゆうき
- 壱岐みちる（ゲイバー「壱岐」店主、英矢の異母弟） - 内浦純一
- 眉川太郎（啓子と前夫との子、啓子の連れ子。医学生） - 山口翔悟
- ケンちゃん（ゲイバー「壱岐」のホステス） - のり
- 中村時子（悠子の母。体調を崩し眉川病院に入院するが死去） - 大沢逸美
- 東野富弓（洵子の母で英矢の前妻。居酒屋「鬼」を経営） - 川上麻衣子

### 第4部 B （第39話 - 第45話）
- 眉川洵子 - 金子さやか
- 那波悠子 - 遠野なぎこ
- 那波犀一 - 松田賢二
- 水上雄一（「眉川総合病院」小児科医。） - 唐橋充
- 眉川英矢（「眉川総合病院」院長、みちるの異母兄） - 増沢望
- 眉川啓子（英矢の妻。フェミニスト） - 鮎ゆうき
- 壱岐みちる（ゲイバー「壱岐」店主、英矢の異母弟） - 内浦純一
- 眉川太郎（啓子と前夫との子で連れ子。研修医） - 山口翔悟
- 池澤留美（ネイルサロン・アシスタント。悠子の恋人） - 嘉門洋子 （第39話 - 第45話）
- 桜庭美里 （眉川総合病院産婦人科外来ナース） - 栗山かほり
- 薫（眉川総合病院ナース） - 平田まり
- 雨宮  （第42話、第43話）- 加藤隼平
- ケンちゃん（ゲイバー「壱岐」チーママ） - のり
- 中村時子（悠子の母。） - 大沢逸美
- 東野富弓（洵子の母、英矢の前妻。居酒屋「鬼」を経営） - 川上麻衣子

### 第4部 C （第46話 - 第65話）
- 眉川洵子 - 金子さやか
- 那波悠子 - 遠野なぎこ
- 那波犀一 - 松田賢二
- 眉川英矢（「眉川総合病院」 院長、みちるの異母兄） - 増沢望
- 眉川啓子 - 鮎ゆうき
- 壱岐みちる（ゲイバー「壱岐」店主、英矢の異母弟） - 内浦純一
- 眉川太郎（「眉川総合病院」 産婦人科医）- 山口翔悟
- 磯村麗花（太郎の見合い相手。第48話 - 第59話）- 村井美樹
- ケンちゃん（ゲイバー「壱岐」チーママ） - のり
- 桜庭美里（眉川病院総合ナース） - 栗山かほり
- 薫（眉川総合病院ナース） - 平田まり
- 東野富弓（洵子の母、英矢の前妻。居酒屋「鬼」を経営） - 川上麻衣子
- 一柳駒子（太郎・啓子の親類。第49話、第50話） - 一柳みる
- 不妊治療希望患者夫妻（第50話） - 市原清彦、吉本選江
- 香山（不妊治療専門医師。洵子と悠子の代理出産治療を担当。第54話、第55話） - 堀越大史
- マック（悠子が洵子の前に連れてきた黒人男性。第57話） - ショーン・マイケル
- 悠子（洵子が代理出産した子。第65話） - 石井萌々果

## サブタイトル
| 週    | 各話   | サブタイトル | 放送日 | 週    | 各話   | サブタイトル   | 放送日 | 週     | 各話   | サブタイトル   | 放送日 |  |
| ----- | ------ | ------------ | ------ | ----- | ------ | -------------- | ------ | ------ | ------ | -------------- | ------ |  |
| 第1週 | 第1話  | 数奇な運命   | 4.2    | 第5週 | 第21話 | 呪われた子     | 4.30   | 第9週  | 第41話 | 駆け落ちの計画 | 5.28   |  |
|       | 第2話  | 御曹司との恋 | 4,3    |       | 第22話 | 甘美な友情     | 5.1    |        | 第42話 | 引き裂かれた恋 | 5.29   |  |
|       | 第3話  | 夜明けのキス | 4.4    |       | 第23話 | 懐かしい匂い   | 5.2    |        | 第43話 | 帰らぬ恋人     | 5.30   |  |
|       | 第4話  | 祈祷師の娘   | 4.5    |       | 第24話 | 不憫な娘…      | 5.3    |        | 第44話 | 妻の秘密       | 5.31   |  |
|       | 第5話  | 前妻の嫉妬   | 4.6    |       | 第25話 | 危険な放課後   | 5/4    |        | 第45話 | 不気味な患者   | 6.1    |  |
| 第2週 | 第6話  | 悪夢の条件   | 4・9   | 第6週 | 第26話 | 英語の課外授業 | 5・7   | 第10週 | 第46話 | 非常識な恋愛   | 6.2    |  |
|       | 第7話  | 恐ろしい結末 | 4.10   |       | 第27話 | 歪んだ嫉妬     | 5.8    |        | 第47話 | 感性の不一致   | 6.3    |  |
|       | 第8話  | 一人だけの罪 | 4.11   |       | 第28話 | 残酷な対面     | 5.9    |        | 第48話 | 女同士の愛     | 6.4    |  |
|       | 第9話  | 残酷な現実   | 4,12   |       | 第29話 | 謝罪の手紙     | 5.10   |        | 第49話 | 鬼と菩薩       | 6.5    |  |
|       | 第10話 | 誘惑の罠     | 4,13   |       | 第30話 | 友情の結晶     | 5.11   |        | 第50話 | トライアングル | 6.6    |  |
| 第3週 | 第11話 | 深まる疑惑   | 4.16   | 第7週 | 第31話 | 外出禁止       | 5.14   | 第11週 | 第51話 | 愛の決断       | 6.11   |  |
|       | 第12話 | 狂った歯車   | 4.7    |       | 第32話 | 戦慄の事実     | 5.15   |        | 第52話 | 愛の冒険       | 6.12   |  |
|       | 第13話 | 悲痛な告白   | 4.18   |       | 第33話 | 消えた姉…      | 5.16   |        | 第53話 | 妊娠カレンダー | 6.13   |  |
|       | 第14話 | 親子鑑定     | 4,19   |       | 第34話 | 朝食にシェリー | 5.17   |        | 第54話 | 裏切りの情事   | 6.14   |  |
|       | 第15話 | ママの形見…  | 4.20   |       | 第35話 | 洵子の恋愛     | 5.18   |        | 第55話 | 言えない真実   | 6.15   |  |
| 第4週 | 第16話 | 愛しい娘     | 4.23   | 第8週 | 第36話 | 父の嫉妬       | 5.21   | 第12週 | 第56話 | 罪の痛み       | 6.18   |  |
|       | 第17話 | 禁断の接吻   | 4.24   |       | 第37話 | 朝帰りの罰     | 5.23   |        | 第57話 | 復讐の鬼       | 6.19   |  |
|       | 第18話 | 再会の涙     | 4.25   |       | 第38話 | 運命の再会     | 5.24   |        | 第58話 | 裏切りの代償   | 6.20   |  |
|       | 第19話 | 大人の関係   | 4.26   |       | 第39話 | 愛しい妹…      | 5.25   |        | 第59話 | 泥沼の愛情     | 6.21   |  |
|       | 第20話 | 友情の誓い   | 4.27   |       | 第40話 | 魔女のネイル   | 5.26   |        | 第60話 | 憎しみの果て   | 6.22   |  |
|       |        |              |        |       |        |                |        | 第13週 | 第61話 | 思い出の場所   | 6.25   |  |
|       |        |              |        |       |        |                |        |        | 第62話 | 無償の愛       | 6.26   |  |
|       |        |              |        |       |        |                |        |        | 第63話 | 衝撃の告知     | 6.27   |  |
|       |        |              |        |       |        |                |        |        | 第64話 | 残された時間   | 6.28   |  |
|       |        |              |        |       |        |                |        | 最終回 | 第65回 | 永遠の愛の証   | 6.29   |  |

## 鬼子母神について
鬼子母神祈祷
鬼子母神は人間の鬼の面・菩薩の面の象徴として劇中で描かれており、しばしば雑司が谷鬼子母神にて撮影も行われた。また、第2部、富弓が白装束を着て入院患者に安産祈願をしており、第4部では悠子の恋人・留美が悪霊退散の祈祷を受けた。
すすきみみずく
第2部で子役時代の洵子と悠子が雑司が谷鬼子母神にて買ってもらったすすきみみずくは二人の友愛のシンボルとなり、すすきみみずくを見ながら互いを思いあうシーンが度々出てくる。すすきみみずくは雑司が谷鬼子母神近くの売店で実際に販売されている。

## オープニング
- 出演している女子高校生は悠子と洵子の高校生時代のイメージ。ファッションモデル（JOSIや松山愛里など）が演じている。
  - 第1・2部（第1話 - 第15話） - 石像
  - 第3部（第16話 - ） - 洵子・悠子
  - 第4部（第33話 - ） - 洵子・悠子（抱き合っている）

## スタッフ
- 企画 - 鶴啓二郎（東海テレビ）
- 原作・脚本 - 中島丈博
- 広報 - 植木圭一（東海テレビ）、山本章子（東海テレビ）
- プロデューサー - 服部宣之（東海テレビ）、小池唯一（泉放送制作）、小松貴生（泉放送制作）
- 協力 - KHKアート、バスク、砧スタジオ、ITA
- 看護指導 - 石田貴代美
- ネイル指導 - Nail GLAMOROUS
- 撮影協力 - 威光院法明寺、雑司が谷鬼子母神、武蔵工業大学（現東京都市大学）、セントマリアクリニック、臼井病院・不妊治療センター
- 演出 - 皆川智之（第1・4・5・7・10・13週）、島﨑敏樹（泉放送制作）（第2・3・6・9・12週）、茂山佳則（泉放送制作） （第8・11週）
- 制作 - 坪井力、板垣貴弘、村松秀昭
- 音楽 - 久保田邦夫
- 制作 - 東海テレビ放送、泉放送制作

## 主題歌・劇中歌
- 「雨夜の月に」 歌：工藤静香（ポニーキャニオン）
- 「鬼子母神の子守唄」 歌：SYO-1（ポニーキャニオン）

## 携帯コミックス
- 原作・脚本 - 中島丈博
- 絵 - 森之理子
- 発行 - 株式会社扶桑社ライツビジネスチーム